# Norm Van Lier
Norman Allen Van Lier III, detto Norm (East Liverpool, 1º aprile 1947 – Chicago, 26 febbraio 2009), è stato un cestista e allenatore di pallacanestro statunitense, professionista nella NBA.

## Carriera
Venne selezionato dai Chicago Bulls al terzo giro del Draft NBA 1969 (34ª scelta assoluta).

## Statistiche

### NBA

#### Regular Season
| Anno      | Squadra           | PG  | PT | MP   | TC%  | 3P% | TL%  | RP  | AP   | PRP | SP  | PP   |
| --------- | ----------------- | --- | -- | ---- | ---- | --- | ---- | --- | ---- | --- | --- | ---- |
| 1969-1970 | Cincinnati Royals | 81  | -  | 35,7 | 40,3 | -   | 74,1 | 5,0 | 6,2  | -   | -   | 9,5  |
| 1970-1971 | Cincinnati Royals | 82  | -  | 40,5 | 42,0 | -   | 81,6 | 7,1 | 10,1 | -   | -   | 16,0 |
| 1971-1972 | Cincinnati Royals | 10  | -  | 27,5 | 31,1 | -   | 77,3 | 5,8 | 5,1  | -   | -   | 7,3  |
| 1971-1972 | Chicago Bulls     | 69  | -  | 31,0 | 45,6 | -   | 79,1 | 4,3 | 7,1  | -   | -   | 12,1 |
| 1972-1973 | Chicago Bulls     | 80  | -  | 36,0 | 44,5 | -   | 78,7 | 5,5 | 7,1  | -   | -   | 13,9 |
| 1973-1974 | Chicago Bulls     | 80  | -  | 35,8 | 40,6 | -   | 77,8 | 4,7 | 6,9  | 2,0 | 0,1 | 14,3 |
| 1974-1975 | Chicago Bulls     | 70  | -  | 37,0 | 42,0 | -   | 79,2 | 4,7 | 5,8  | 2,0 | 0,2 | 15,0 |
| 1975-1976 | Chicago Bulls     | 76  | -  | 39,8 | 36,6 | -   | 73,7 | 5,4 | 6,6  | 2,0 | 0,3 | 12,6 |
| 1976-1977 | Chicago Bulls     | 82  | -  | 37,8 | 41,2 | -   | 77,8 | 4,5 | 7,8  | 1,6 | 0,2 | 10,2 |
| 1977-1978 | Chicago Bulls     | 78  | -  | 32,4 | 41,9 | -   | 75,1 | 3,6 | 6,8  | 1,8 | 0,1 | 7,3  |
| 1978-1979 | Milwaukee Bucks   | 38  | -  | 14,6 | 39,0 | -   | 90,4 | 1,1 | 4,2  | 1,1 | 0,1 | 2,8  |
| Carriera  | Carriera          | 746 | -  | 35,1 | 41,4 | -   | 78,0 | 4,8 | 7,0  | 1,8 | 0,2 | 11,8 |

#### Playoffs
| Anno     | Squadra       | PG | PT | MP   | TC%  | 3P% | TL%  | RP  | AP  | PRP | SP  | PP   |
| -------- | ------------- | -- | -- | ---- | ---- | --- | ---- | --- | --- | --- | --- | ---- |
| 1972     | Chicago Bulls | 4  | -  | 36,0 | 41,5 | -   | 85,7 | 6,3 | 8,3 | -   | -   | 14,0 |
| 1973     | Chicago Bulls | 7  | -  | 36,9 | 34,9 | -   | 73,3 | 5,3 | 5,1 | -   | -   | 14,4 |
| 1974     | Chicago Bulls | 11 | -  | 42,4 | 42,4 | -   | 83,0 | 4,3 | 6,8 | 1,5 | 0,3 | 14,6 |
| 1975     | Chicago Bulls | 13 | -  | 42,1 | 40,9 | -   | 74,7 | 5,2 | 4,7 | 1,5 | 0,4 | 15,1 |
| 1977     | Chicago Bulls | 3  | -  | 44,7 | 15,8 | -   | 83,3 | 5,0 | 9,7 | 3,3 | 0,3 | 5,3  |
| Carriera | Carriera      | 38 | -  | 40,8 | 38,9 | -   | 78,4 | 5,0 | 6,2 | 1,7 | 0,3 | 13,9 |

## Palmarès

### Giocatore
- Miglior passatore NBA (1971)
- All-NBA Team: 1

Second Team: 1974
- NBA All-Defensive Team: 8

First Team: 1974, 1976, 1977
Second Team: 1971, 1972, 1973, 1975, 1978
- NBA All-Star Game: 3

1974, 1976, 1977